# 马雷克·科日明斯基
马雷克·科日明斯基（波蘭語：Marek Koźmiński，1971年2月7日—），波兰男子足球运动员，司职中场。他曾代表波兰国奥队参加1992年夏季奥林匹克运动会足球比赛，获得一枚银牌。